# Паравац, Борислав
Борислав Паравац (серб. Борислав «Боро» Паравац, Borislav Paravac; род. 18 февраля 1943, Коштаница) — боснийский сербский политический и государственный деятель. В 2003—2006 годах — член Президиума Боснии и Герцеговины («коллективный глава государства») от сербской общины; с 11 апреля 2003 по 27 июня 2003 года и с 28 октября 2004 по 28 июня 2005 года — Председатель Президиума по принципу ротации членов Президиума.

## Биография
Родился на оккупированной усташами территории Боснии. По собственному признанию, его отец в период Второй мировой войны состоял в отрядах четников.
В 1966 году окончил экономический факультет Загребского университета по специальности бухгалтера-аудитора для финансовой отчетности. Политической деятельностью занялся поздно, до этого долгое время находился на руководящих должностях в финансово-промышленном секторе на уровне муниципалитета, занимался предпринимательской деятельностью (агробизнес).
С 1990 по 2000 годы — мэр Добоя, одновременно c 1996 года он являлся членом Национального собрания Сербской Республики в Боснии и Герцеговине (БиГ).
5 октября 2002 года Паравац был избран депутатом Палаты представителей БиГ — нижней палаты федерального парламента Боснии и Герцеговины, где он стал первым заместителем председателя этого органа.
Весной 2003 года занял место сербского представителя в Президиуме республики, сменив в должности отрешённого от исполнения обязанностей главы государства Мирко Шаровича. На государственной службе состоял до следующих выборов 1 октября 2006 года. После отставки переехал в родной город, занимается садоводством и сельским хозяйством.
Является действительным членом Ассоциации бухгалтеров и аудиторов Республики Сербской.
Владеет французским языком.

## Семья
Женат на Драгице Паравац, является отцом двоих детей.